# Veremund Proche
Veremund Proche, OSB (23. leden 1694, Česká Lípa – 31. květen 1748, benediktinské proboštství na Bezdězu) byl emauzský benediktin, schopný kazatel a v letech 1741–1748 probošt na Bezdězu. Jeho příbuzným byl opat cisterciáckého kláštera v Neuzelle, Konrad Proche.

## Život
Veremund Proche pocházel z německojazyčné rodiny, usazené v České Lípě. Vstoupil do Emauzského opatství v Praze, kde také v roce 1714 složil mnišské sliby. V roce 1720 pak byl vysvěcen na kněze. Následně vystřídal několik funkcí v rámci Emauzského kláštera (podpřevor, převor, magistr noviců, ...). Postupem času se stal velice proslulým kazatelem. Býval zván ke slavnostním promluvám do různých pražských kostelů (Kostel svatého Jana Nepomuckého na Skalce, Kostel Neposkvrněného početí Panny Marie "u hybernů", ...). Byl člověkem sečtělým a vzdělaným. V roce 1741 byl jmenován představeným proboštství svého kláštera na Bezdězu na Českolipsku. V této době napsal několik teologických prací a popularizační příručku o Bezdězu, určenou pro poutníky. Mimo jiné vykonstruoval tvrzení, že na Bezdězu ve středověku měli působit templáři. Zemřel na Bezdězu v roce 1748 a byl pohřben do hrobky pod oltářem hradní kaple svatého archanděla Michaela.

## Po smrti
Když bylo bezdězské proboštství v roce 1785 v rámci josefinských reforem zrušeno, stal se bývalý hradní klášter cílem různých dobrodruhů a hledačů pokladů. Ti se v blíže neznámé době prokopali do hrobky pod kaplí, kde byl pohřben Veremund Proche a několik dalších mnichů. Žádné poklady nenašli, ale ostatky mnichů zneuctili a nechali poházené po hradě. Ostatky mnichů v tomto stavu viděl zřejmě i Karel Hynek Mácha, neboť o bývalý klášter se dlouho nikdo nestaral (o ostatcích mnichů se Mácha zmiňuje ve své próze Večer na Bezdězu, ve které zachycuje i lidový zvyk, spojený s klášterem - pobožnost za novorozené, či zemřelé děti, který přetrvával nějaký čas i po zrušení kláštera). Až někdy v Máchově době nechal tehdejší farář bezdězské farnosti kosti mnichů posbírat, uložit zpět do hrobky a hrobku zazdít. Tyto ostatky byly později, v roce 1910 opětovně vyzvednuty a přeneseny na hřbitov u bezdězského kostela sv. Jiljí, kde byly pohřbeny.

## Dílo Veremunda Procheho
- Benedictus scholasticus, theologia scholastica Benedictina Thomistica
- Historische Beschreibung des marianischen Bergs Bezdiez
- Marianisches Gebirg (průvodce po poutním místě na hradě Bezdězu)